# Instant Karma: The Amnesty International Campaign to Save Darfur
Instant Karma: The Amnesty International Campaign to Save Darfur è un album pubblicato da Amnesty International con il fine di raccogliere fondi e di sensibilizzare la comunità internazionale sul problema della crisi in Darfur. L'album è composto interamente da cover di famose canzoni di John Lennon, interpretate anche da celebri artisti quali: U2, Green Day, Avril Lavigne, Black Eyed Peas. Scaricando l'album su iTunes è disponibile come traccia bonus il brano Jealous Guy nella versione eseguita dai Deftones.

## Tracce

### Disco 1
1. Instant Karma! - U2
2. #9 Dream - R.E.M.
3. Mother - Christina Aguilera
4. Give Peace a Chance - Aerosmith & Refugee All Stars
5. Cold Turkey - Lenny Kravitz
6. Love - The Cure
7. I'm Losing You - Corinne Bailey Rae
8. Gimme Some Truth - Jakob Dylan
9. Oh My Love - Jackson Browne
10. One Day at a Time - Raveonettes
11. Imagine - Avril Lavigne
12. Nobody Told Me - Big & Rich
13. Mind Games - Joe Eskimo
14. Jealous Guy - Youssou N'Dour

### Disco 2
1. Working Class Hero - Green Day
2. Power to the People - Black Eyed Peas
3. Imagine - Jack Johnson
4. Beautiful Boy - Ben Harper
5. Isolation - Snow Patrol
6. Watching the Wheels - Matisyahu
7. Grow Old With Me - Postal Service
8. Gimme Some Truth (versione in spagnolo) - Jaguares
9. (Just Like) Starting Over - Flaming Lips
10. God - Jack's Mannequin
11. Instant Karma - Duran Duran
12. #9 Dream - A-ha
13. Instant Karma - Tokio Hotel
14. Real Love - Regina Spektor